# Gemeentehuis Oostkamp
Het oude gemeentehuis van Oostkamp bevindt zich langs de Brugsestraat, naast de Sint-Pieterskerk in Oostkamp. Het gebouw verschafte tot 2012 onderdak aan de gemeentelijke diensten, maar blijft zijn benaming ‘gemeentehuis’ behouden. Het gebouw is gebouwd in Vlaamse neorenaissancestijl

## Geschiedenis

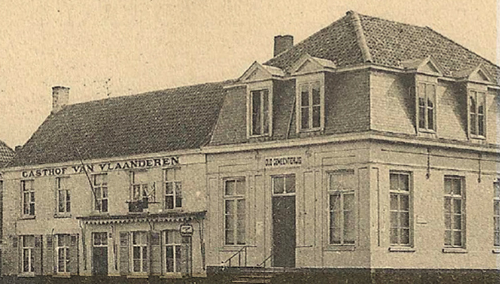
Archiefbeeld van de oorspronkelijke site van het gemeentehuis. Het oude zichtbaar gemeentehuis links op de hoek. Naast het Gasthof van Vlaanderen, wat vandaag de dag hotel restaurant Het Raetshuijs is. Foto uit: Smessaert, G., Verschilde, M. (2012). Van Het Schaeck tot t' Oud Wethuys. Heemkundige Kring Oostkamp, 2012.

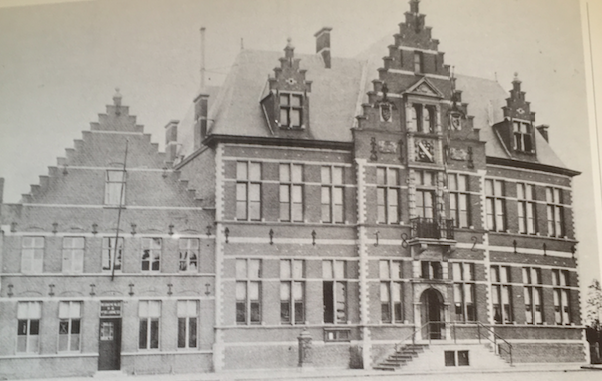
Het gemeentehuis van Oostkamp met de gewijzigde gevel van de woning van dhr. Delandtsmeter ernaast. Foto uit G. Claeys, Kroniek Van Oostkamp, Vande Wiele, Brugge, 1980.

De oorsprong van het gemeentehuis van Oostkamp situeert zich vanaf de onafhankelijkheid van België in 1830, maar bevond zich niet op de site van het huidige gemeentehuis. De gemeentediensten bevonden zich dan aan de overzijde van het huidige gemeentehuis in Het Schaeck (huidig gekend als Het Raetshuijs).
Vanaf 1879 werden de plannen om het gemeentehuis naar de overkant van het gemeenteplein te verhuizen concreet. Architect René Buyck tekende de eerste plannen en kort daarna werd de grond aangekocht. Op de aangekochte grond stond oorspronkelijk ‘huis Schaeverbeke’, de gemeente betaalde 12.000 bfr. voor de grond. Huis Schaeverbeke was het eigendom van de heer Delandtmeter, die toen getrouwd was met weduwe Schaeverbeke.
Er werd een bijzondere voorwaarde opgelegd aan Delandtmeter. Hij moest de architect René Buyck aannemen om zijn gevel in de trant en stijl van het toekomstig gemeentehuis te wijzigen. Hiervoor ontving Delandtmeter voor de nodige kosten een vergoeding van het gemeentebestuur.
Op 22 mei 1882 worden de plannen voor de bouw van het gemeentehuis goedgekeurd en kort daarna startten de bouwwerken. Om de bouw van het nieuwe gemeentehuis te financieren ging de gemeente een lening aan bij De bouwwerken werden uitgevoerd door aannemer Henri Demeyer uit Oostkamp, hij mag de werken uitvoeren voor de prijs van 52.500 Belgische frank. Deze beslissing werd genomen op 6 juni 1882.
In de zomer van 1883 werd het gemeentehuis dan ingehuldigd met grote feestelijkheden. Vanaf dan nemen de gemeentediensten intrek in het nieuwe gebouw. Op dit ogenblik was Gustave baron van Zuylen burgemeester van Oostkamp.

## Aankleding van het gebouw
In 1897 kocht de gemeente een nieuw schilderij voor de wand van de raadzaal. Het is een schilderij van Valentin Henneman – ‘Op de hoogte door zijn kleinkind’. In 1910 schenkt weduwe Louis de Bie de Westvoorde (= oud-burgemeester) een gasluchter en twee koperen pronkstukken. In 1948 komen een nieuwe brandglasramen die geplaatst werden door glazenier Van Walleghem uit Brugge en getekend werden door architect Goormachtigh, eveneens afkomstig uit Brugge. De tafel van de raadzaal, die nog steeds in gebruik is, is de oorspronkelijke tafel en werd gemaakt door de Brugse meubelmaker Dumon. Hij maakte heel wat meubelen voor het gemeentehuis.

## Renovatie en herbestemmingen
Onder het bestuur van burgemeester Luc Vanparys kregen in 2003 de kantoorruimtes in de linker benedenvleugel een moderne facelift. Kort daarna maakt men plannen om een grondige renovatie uit te voeren van het gehele gemeentehuis. Deze plannen worden getekend door de Brugse architect Gino De Bruyckere. In 2010 zijn de werken van de grote renovatie afgerond. Vanaf dat moment neemt het Sociaal Infopunt zijn intrek in het gemeentehuis.

## OostCampus
De gemeentediensten verhuizen in 2012 naar een nieuwbouw aan de rand van de gemeente: ‘OostCampus’. Op zaterdag kunnen er wel nog steeds huwelijksplechtigheden plaatsvinden in het ‘oude’ gemeentehuis. Pas op 9 maart 2017 verhuisden ook de burgemeester en OCMW-voorzitter, secretaris en secretariaat van ‘Het Beukenpark’ naar OostCampus. Sinds 1 mei 2017 draagt Jan de Keyser de burgemeesterssjerp voor Oostkamp.

## Huidige bestemming
Momenteel vinden Net.werk, De Molensteen, Kind & Gezin en het Huis van het Kind hun onderdak in het oude gemeentehuis. Net.werk (voorheen Witdoen) is een dienstencheque-organisatie die uitgroeide vanuit het PWA (Plaatselijk Werkgelegenheidsagentschap). Net.werk neemt zich vooral voor om mensen uit de kwetsbare doelgroepen en langdurig werkzoekenden tewerk te stellen. De Molensteen is het Vrijzinnig Centrum van de gemeente Oostkamp en voorziet in heel wat activiteiten en vrijzinnig – humanistische dienstverlening binnen de Oostkampse gebieden.

## Afbeeldingen

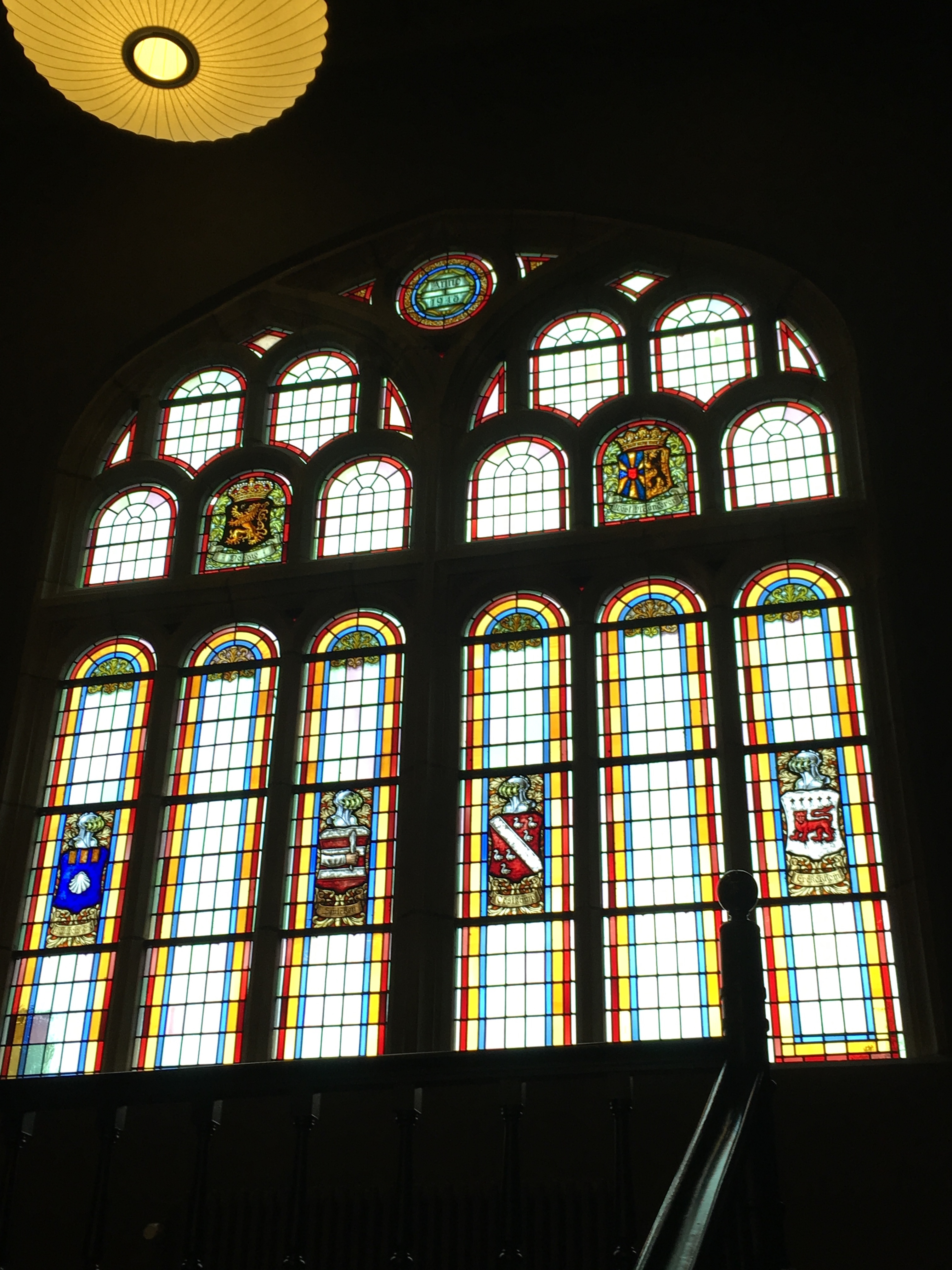
Glasraam in de inkomhal van het gemeentehuis Oostkamp
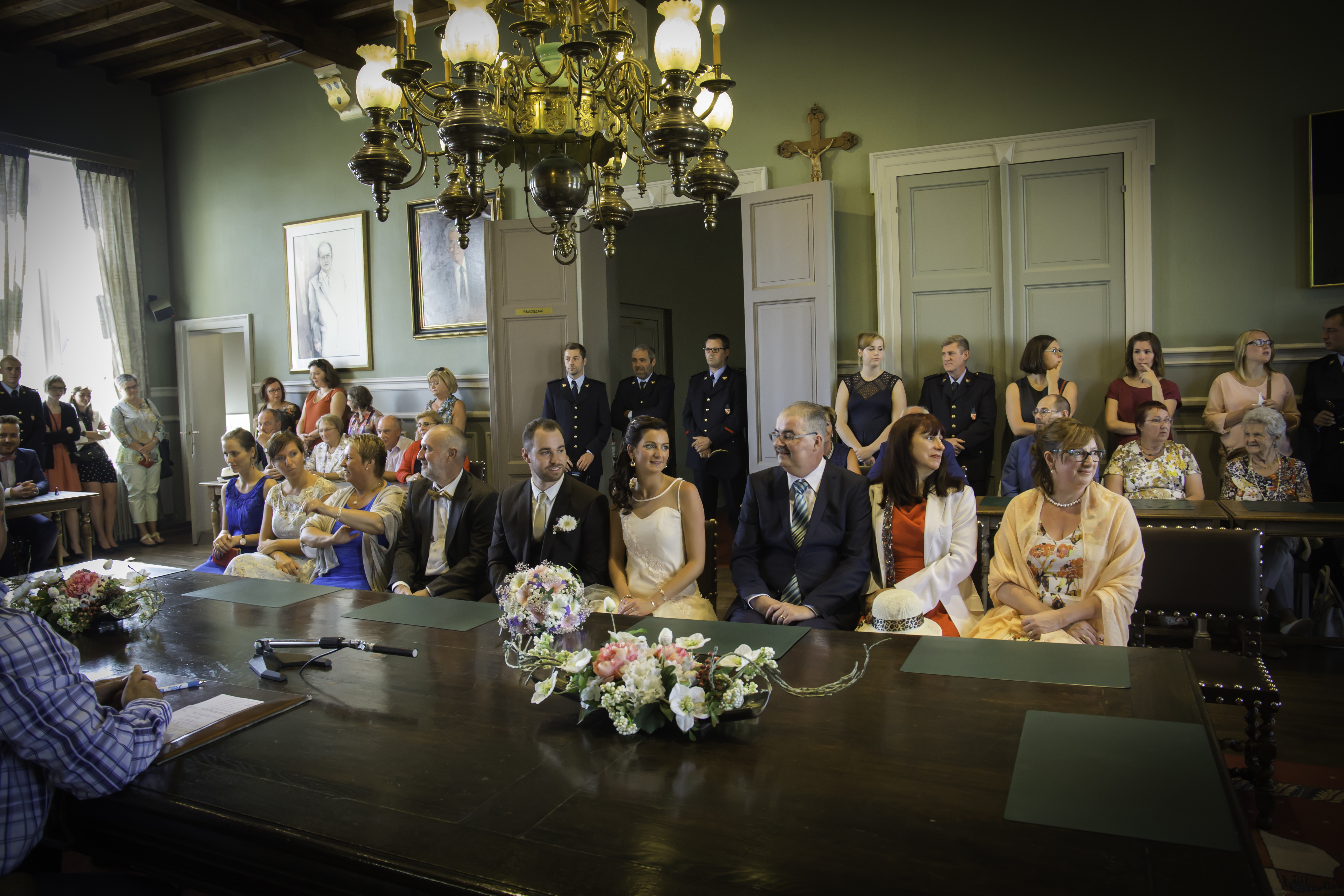
Op vrijdag en zaterdag vinden er nog steeds huwelijksplechtigheden plaats in de raadzaal van het gemeentehuis. Op deze foto zie je ook de authentieke tafel gemaakt door meubelmaker Dumon
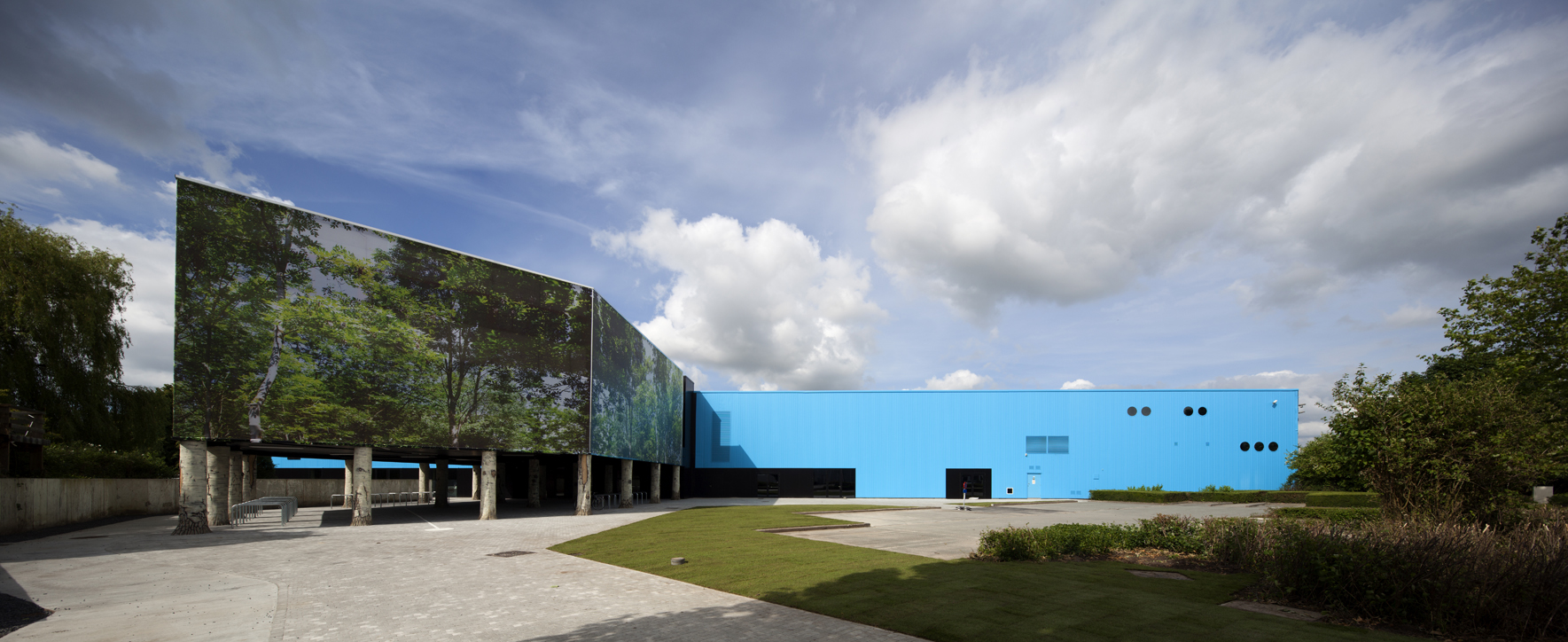
Oostcampus: de huidige site waar de gemeentelijke diensten zijn ondergebracht (Siemenslaan 8, 8020 Oostkamp). Foto: Vlaams Architecten Instituut